# Рада Лайкова
Рада Стефанова Лайкова (родена на 3 април 1990 г.) е български политик от Възраждане, избрана за член на Европейския парламент през 2024 г. 

## Биография
Лайкова е родена в град Пловдив . Завършила е езикова гимназия в Пловдив . Получава бакалавърска степен по икономика (с отличие) по изследвания на Европейския съюз от университета в Кардиф и магистърска степен по европейски изследвания от Хумболтовия университет в Берлин. По-късно получава магистърска степен по европейско бизнес право в Европейския университет Виадрина. Работила е в германския Бундестаг,  като съветник по европейските въпроси на парламентарната група на Алтернатива за Германия. 

## Разпространение на дезинформация за Съюза на спестяванията и инвестициите(дезинформация е според публикации в пресата и засегнатата страна - ЕС)
В интервюто си с българския журналист Мартин Карбовски, Лайкова неправилно е заявява, че Европейският парламент е започнал дискусии за 6-месечен „срок на годност“ за лични банкови сметки.  Според Лайкова, средствата от заплати биха „изчезнали“ от личните сметки след 6 месеца, ако не бъдат изразходвани. Същото би се случило и с личните спестявания в пенсионни и инвестиционни фондове.  Всъщност няма споменаване за какъвто и да е срок на валидност или каквото и да е намерение за присвояване на частни спестявания от Европейската комисия или друг орган на ЕС.
Изглежда Лайкова манипулативно и невярно представя информацията за Съюза на спестяванията и инвестициите, публикувана от Европейската комисия  след доклада Драги за конкурентоспособността на ЕС. Нито едно от твърденията ѝ не може да бъде подкрепено от официалния текст. 